# Kvarteret Majoren

Kvarteret Majoren, med fastigheterna Haga 4:1 och Haga 4:2, är ett kvarter i stadsdelen Haga i Göteborg, Kvarteret är beläget mellan Södra Allégatan i norr, Haga Östergata i söder, Kaponjärgatan 2 i väster och Östra Skansgatan i öster på mark, som ännu i 1800-talets början upptogs av den så kallade kaponjären.
Stenhuset i Kvarteret Majoren stod klart för inflyttning i oktober 1899. Byggt som ett bostadshus för arbetare var det för sin tid något alldeles extra med sin detaljrika exteriör. Huset ritades av Hans Hedlund, som här skapade ett arkitektoniskt varierat, men väl sammanhållet kvarter. Kvarteret är sedan 19 september 2007 byggnadsminne (BM) enligt Kulturmiljölagen.

## Haga
Göteborg anlades i 1620-talets början som en befäst handelsstad strategiskt belägen vid Göta älv. På 1640-talet tillät kronan, att en förstad skulle få anläggas i anknytning till Masthuggets hamnar och varv utanför stadens fästningsvallar. Stadsplanen för Haga vid Skansbergets fot fastställdes år 1660 och blev därmed Göteborgs första planlagda "förstad" utanför Vallgraven. Av försvarsstrategiska skäl omfattade 1600-talsplanen endast marken söder om nuvarande Haga Nygata, som låg på tillräckligt avstånd från vallarna. Efter vallraseringen i 1800-talets början utvidgades Haga med ett tiotal kvarter norr om "Nygatan". Då tillkom de nuvarande kvarteren Fänriken, Löjtnanten och Majoren, vilka senare bebyggdes av Dicksonska stiftelsen.
Efter de första 200 åren, då Haga bestod av trähus i 1-2 våningar med trädgårdar, ändrades karaktären till följd av den ökade bostadsbrist som stora industrietableringar i hamnområdet på 1840-talet medförde. Haga förtätades snabbt genom såväl nybyggnader som till- och påbyggnader och blev en utpräglad arbetarstadsdel. I den rådande liberala tidsandan överlät kommunen bostadsnödens avhjälpande till marknaden och enskilda filantropiska initiativ, men stimulerade byggnadsverksamheten. Ett begränsat byggnadsprojekt i stadens regi följdes istället av förmånliga marköverlåtelser. På detta sätt uppfördes kvartersvisa bostadsanläggningar i Hagas nyexploaterade nordvästra del.
Från 1800-talets mitt fram till 1930-talet förnyades Haga genom rivning och nybyggnad av enstaka fastigheter. Flertalet byggnader var landshövdingehus, men stenhus förekom bland annat i ytterkanterna där de stora förbindelseleder, som omgav stadsdelen gjorde läget särskilt attraktivt. Dit förlades även flera påkostade offentliga byggnader och sociala inrättningar, av vilka Dicksonska folkbiblioteket och Renströmska badet har bevarats.

## Det filantropiska bostadsbyggandet
Sedan staden 1849 uppfört tio envåningshus av trä i kvarteren Majoren och Kaptenen överlät man kvarteren Löjtnanten och Fänriken till Styrelsen för arbetarebostäder. Robert Dicksons stiftelse startade 1860 och för dess räkning uppfördes bostäder av Styrelsen för arbetarebostäder i de två kvarteren. Förutom bostäder inrymdes i kvarteret Fänriken också ett folkbibliotek. I grannkvarteret Översten uppförde Sven Renströms donationsfond på 1870-talet ett badhus - nuvarande Hagabadet.
Ett tjugotal år senare övertog Dicksonska stiftelsen kvarteret Majoren, där trähusen ersattes av stenhus med bostäder respektive ett större folkbibliotek i egen byggnad. Vid sekelskiftet 1900 genomförde stiftelsen en förnyelse med stenhus även i kvarteret Löjtnanten. De nämnda kvarteren bildar tillsammans en särpräglad miljö, som visar att den filantropiska byggnadsverksamheten intar en förgrundsplats i Hagas historia.

## Kvarteret Majoren - bibliotek och bostäder för arbetare
Kvarteret är beläget mellan Södra Allégatan i norr, Haga Östergata i söder, Kaponjärgatan i väster och Östra Skansgatan i öster på mark som ännu i 1800-talets början upptogs av den så kallade kaponjären - en skyddad gång mellan fästningsgördeln runt Göteborgs stadsbebyggelse och skansen Kronan, vilken var utposten mot söder i stadens försvar. På kaponjärens plats uppförde staden 1849 en grupp enkla arbetarbostäder - nuvarande kvarteren Majoren och Kaptenen. I kvarteret Majoren övertogs dessa 1878 av Dicksonska stiftelsen och revs 1895 för att ge plats åt ett folkbibliotek och bostäder i separata byggnader av sten. Dicksonska Folkbiblioteket (4:1, kvarterets norra del) invigdes 1897 och bostadshuset (4:2, kvarterets södra del) stod klart 1899. Båda husen ritades av Hans Hedlund, en av Göteborgs mest ansedda arkitekter, som här skapade ett arkitektoniskt varierat, men väl sammanhållet kvarter i påkostat utförande med två byggnadskroppar, som delar på ett luftigt gårdsrum avgränsat från Kaponjärgatan av ett järnstaket.

## Dicksonska stiftelsens bostadshus - Haga 4:2

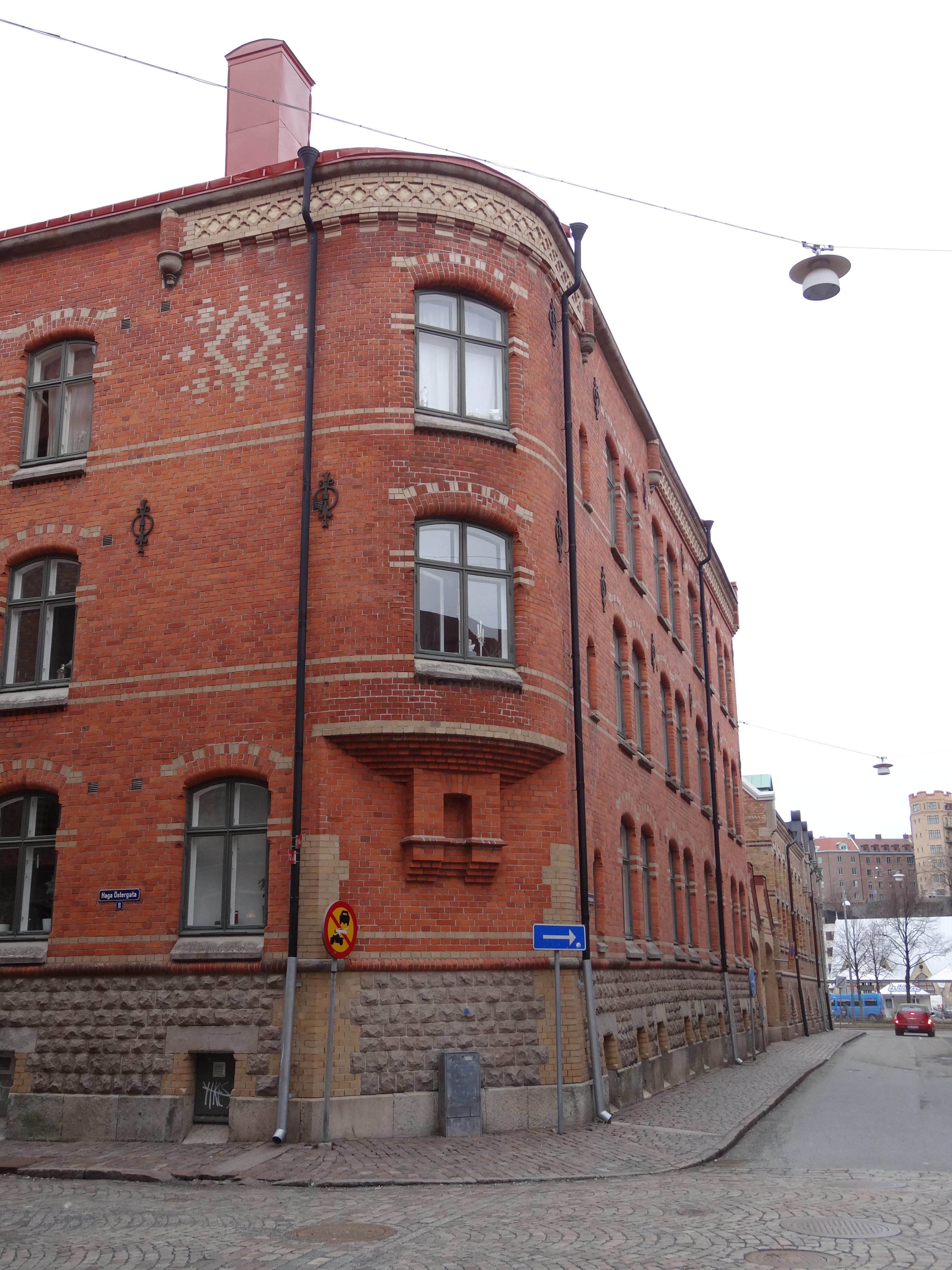
Dicksonska stiftelsens bostadshus i kvarteren Majoren, hörnet av Haga Östergata/Östra Skansgatan.

Fastigheten gränsar i norr till före detta Dicksonska folkbibliotekets tomt (fastigheten Haga 4:1). Ritningarna till bostadshuset, fastställda 1898, kompletterades 1899 avseende murar och smidesstaket med grindar. Byggnaden uppfördes i tre våningar, det nordvästra gavelpartiet nedtrappades dock som anpassning till den något lägre biblioteksbyggnaden till två våningar med en takterrass mot norr för lägenheten i den anslutande byggnadsdelens tredje våning.
Exteriören utformades enligt 1890-talets ideal med ett måleriskt formspråk genom medeltidsinspirerad mur- och detaljbehandling med kontrasterande material. Som fasadbeklädnad användes i sockeln grovhuggen granitnubbsten med släta infattningar i granit och kalksten, i våningarna rött tegel med dekorativa inslag av gult tegel i mönstermurning, solbänkar av kalksten och ankarslutar av järn.
Kvartershörnen utfördes nedtill som brukligt rakt avskurna, men i övervåningarna avrundade med burspråksliknande överkragning. Uppskjutande gavelpartier flankerade av toureller och förenade med illusoriskt krenelerade murkrön förstärkte det livfulla fasaduttrycket. Takets triangelformade kupor hade lunettfönster och pryddes med små spiror, vilket tillsammans med de kraftiga mönstermurade skorstenarna bidrog till arkitekturens starkt måleriska karaktär.
Gränsen mot bibliotekets gård markerades med ett plank. En uthuslänga med avträden vid nordöstra gaveln revs i samband med husets modernisering 1935 då WC installerades, pannrum för centralvärme inreddes i källaren och kakelugnarna togs bort. Efter en brand 1946 togs de uppskjutande fasadpartierna bort och kuporna, takplåten ersattes med tegelpannor.
I förhållande till andra hus med arbetarbostäder hade byggnaden en ovanligt hög standard - 22 av 24 lägenheter bestod av 2 rum och kök. Varje våningsplan hade åtta lägenheter - varav fem genomgående - fördelade på tre trapphus. Det stora femhörniga trapphuset i sydvästra hörnet betjänade fyra lägenheter per våningsplan medan i östra delen en lägenhet per plan nåddes från husets båda enklare trapphus.
Ombyggnaden 1982 genomfördes med stor hänsyn till de kulturhistoriska värdena. De mönstermurade skorstenarna plåtkläddes men originalfönstren renoverades, vilket bidrar starkt till den autentiska prägeln. Trapphusens ursprungliga inredning med stuckatur, listverk, spegeldörrar, smidesräcken och golvbeläggning av cementplattor bibehölls liksom även vindens karaktär. Några lägenheter slogs samman, men i flera andra blev planlösningen i stort oförändrad. Generellt bevarades spegeldörrar, taklister, skåpinredning med mera där så var möjligt, dock revs skafferierna - och ett byggdes om till dusch.
Gårdens karaktär är välbevarad med markbeläggningen av gatsten, den fristående vattenpumpen och smidesstaketet mot Kaponjärgatan. Mot Östra Skansgatan däremot har ett nytt gårdshus uppförts och en port satts igen. Stängslet mot granngården - tidigare biblioteket - har ersatts av planteringar.